# Країнознавство
Країнозна́вство — синтетична наукова дисципліна, що синтезує та узагальнює різнорідні дані про політичну, економічну, соціальну, культурологічну сфери життєдіяльності суспільства, світу в цілому, окремих регіонів, держав та країн.
Країнознавство вивчає:
- географічне розташування міжнародних туристичних центрів
- соціально-економічні ресурси
- природні ресурси
- антропогенні ресурси

На сучасному етапі країнознавство спрямоване на дослідження природно-історичного та соціально-економічного спрямування, що зумовлюється особливостями історико-географічного розвитку людства.

## Об'єкт і предмет
Об'єктом вивчення країнознавства є країни як основні одиниці сучасної соціально-політичної організації світу, а також їх великі частини (райони, штати, області, провінції тощо) і різні міждержавні, регіональні та глобальні угрупування.
Предмет країнознавства охоплює міжнародний вимір діяльності держав та розвитку їхніх взаємовідносин з іншими суб'єктами глобального політичного простору в рамках окремих регіонів та світу в цілому. Предмет країнознавства стосується сфери інтересів різних природничих, гуманітарних і соціально-економічних наук: географії, політології, історії, економіки, культурології, релігієзнавства, етнології, мовознавства тощо. Відповідно виділяються й різні напрями країнознавства — географічне, історичне, економічне, політологічне, культурологічне, етнологічне, культурно-лінгвістичне, міжнародне та ін.

## Комплексні країнознавчі характеристики
Основним продуктом країнознавчих досліджень є комплексні країнознавчі характеристики країн та регіонів світу. Створення комплексних країнознавчих характеристик пов'язане з упровадженням системного підходу до країнознавчих досліджень.
При цьому глобальний світ розглядається як середовище функціонування країн, які аналізуються як багаторівневі системи, складені з багатьох підсистем — географічної, геологічної, етно-демографічної, соціальної, економічної, політичної, культурної тощо.
Оскільки при їхній побудові дослідник систематизує зібрану ним інформацію про країну, не є суттєво важливим, яку конкретно схему такої характеристики він обирає в рамках конкретного дослідження. Важливішою є одноманітність використовуваної схеми щодо різних країн. Саме це дає можливість швидкої обробки, порівняння й передачі накопиченої та систематизованої інформації.
Для побудови характеристик, існують також методи країнознавчих досліджень:
- Загальнологічні — аналіз, синтез, дедукція, моделювання, абстрагування, узагальнення
- Теоретичні — експерименти, гіпотетичних перехід від абстракції до конкретності
- Соціологічні — соціально-політичний експеримент, контент-аналіз, анкетування, інтерв'ю, опитування і т.д.
- Соціально-психологічні — соціально-психологічний експеримент, спостереження, соціометричне опитування, тестування, шкаловання.
- Порівняльні (компаративні) — порівняльно-географічний і порівняльно-історичний, конкретного аналізу, періодизації, хронологічний, ретроспективний тощо.
- Емпіричні — практичний експеримент, статичний (аналіз статичного матеріалу, конкретного моделювання.
- Системно-функціональні — системний, інституціональний, функціональний, структурно-функціональний аналіз тощо.
- Діяльнісні — метод прийняття рішень, раціональний, змішано-скануючий, теорії груп, метод дії.
- Спеціальні — картографічний, метод збору країнознавчої інформації, експериментальне країнознавче дослідження, "гра масштабами", індексний метод тощо[3].

Як правило, комплексна країнознавча характеристика країни містить інформацію про її:
- Територію і географічне розташування (площа, особливості рельєфу, клімату, фізико-, економіко- та політико-географічне положення).
- Природу і природокористування (особливості природних умов, рослинний і тваринний світ, забезпеченість ресурсами, всесвітньо відомі природні пам'ятки).
- Народонаселення (кількість та етнічний склад населення, його структура, тривалість життя, розміщення, міграції, типи поселень).
- Суспільство (державний устрій і форма правління, політичний режим, особливості політичної та правової систем, етимологія назви країни, державна й національна символіка, геополітичне становище, зовнішня політика й міжнародні зв'язки, образ країни у науковому та загальнокультурному дискурсі).
- Історичний розвиток (етапи територіального розвитку, зміна форм державного устрою та правління, а також державних утворень, які функціонували на терені країни в різні історичні періоди, еволюція форм природокористування, розміщення господарства і населення в історичній ретроспективі).
- Господарство (провідні галузі промисловості, сільського господарства, транспорту, сфери послуг; територіальна структура економіки й економічні райони).
- Культуру (етногеографічні особливості, традиції, культурні пам'ятки, внесок у світову культурну спадщину видатних діячів науки, літератури, музики, образотворчого мистецтва).
- Зв'язки з Україною (дипломатичні відносини, політична, економічна, військова, культурно-гуманітарна співпраця, кількість українців, які постійно мешкають в країні, українські громадські організації, відомі у світі особистості з українськими коренями).

Комплексна країнознавча характеристика на основі системного підходу синтезує широкий спектр інформації про країну, обрану як об'єкт дослідження, упорядковуючи, систематизуючи її та роблячи придатною для проведення порівнянь, а також швидкого ознайомлення та вивчення.

## Завдання країнознавства
Завдання країнознавства слід розглядати у двох основних вимірах:
- Науково-теоретичному — розробити цілісну концепцію розвитку та функціонування всього суспільства із урахуванням спів- відношення і взаємозв'язку між різними системами суспільної організації (політичною, соціальною, господарською, правовою тощо);
- Навчальному — озброїти студентів теоретичними знаннями в галузі різних сфер життя окремих країн і регіонів, а також практичними вміннями побудови комплексних країнознавчих характеристик із використанням набутих знань і дослідницьких країнознавчих методів[3].

## Функції країнознавства
В країнознавстві існує два основних підходи до визначення ролі та призначення країнознавства:
- За відомим країнознавцем М.Баранським — 1) ландшафтознавство; 2) вчення про економічний регіон;
- з точки зору сучасного наукового бачення і комплексного підходу — 1) описова; 2) інформаційно-аналітична (методика одержання, обробки, узагальнення та передачі країнознавчої інформації); 3) культурно-освітня; 4) науково-дослідницька; 5) практична; 6) прогностична; 7) методологічна (розробка та використання методів дослідження й аналізу країнознавчої інформації); 8) світоглядна[3].

## Цільові (проблемні) країнознавчі дослідження
Окрім комплексного країнознавства, широкого розповсюдження набули цільові або проблемні країнознавчі дослідження. В залежності від завдань дослідників, їх поділяють на наукове, навчальне, геоінформаційне, культурно-просвітницьке, прогнозне й конструктивне, військове, географічне, історико-географічне, культурно-географічне, політико-географічне, релігійне, спортивне, демографічне, етноконфесійне, медико-географічне, екологічне, лінгвістичне країнознавство, а також країнознавче забезпечення зовнішньої політики.